# Valmiera (skocznia narciarska)
Valmiera – największy na Łotwie obiekt umożliwiający oddawanie skoków narciarskich; znajduje się w miejscowości Sigulda. Punkt konstrukcyjny skoczni umieszczony jest na 50 metrze.
Skocznia powstała w 1933, rozgrywano na niej mistrzostwa kraju. Ostatnie zawody na Valmierze odbyły się w 1978 roku. W 2007 opublikowano plany budowy w tym miejscu kompleksu skoczni narciarskich, z których największa miała mieć punkt konstrukcyjny umieszczony na 70. metrze. W 2009 oddano do użytku trzy małe obiekty (K18, K10 i K5).